# Тартарија
Тартарија (лат. Tartaria) или Велика Тартарија (лат. Tartaria Magna) је историјска регија у Азији која се протезала од Каспијског мора и Урала до Тихог океана. Тартарија је хипероним који су користили Европљани за подручја средње, северне и источне Азије које су биле непознате европским географима.

## Географија и историја
Знање о Манџурији, Монголији и средњој Азији било је ограничено до 18. века. Читаво подручје названо је „Тартари”, а његови становници „Татари” У раном модерном периоду, када се повећавало знање о географији Азије, Европљани почињу да деле Тартар на неколико делова: Сибир је постао Уједињени Тартар или Руски Тартар, Кримски канат Мала Тартарија, Манџурија Кинеска Тартарија и западна средња Азија (пре постојања Руског Туркестана) Независна Тартарија.
Мишљења Европљана о овом подручју често су била негативна и често су се одражавала на наслеђе монголских освајања. Термин је настао након широког разарања које се проширило са Монголским царством. Додавање додатног „р” у „татарски” сугерише Тартар, пакао у грчкој митологији. У 18. веку писци који су радили током просветитељства описивали су Сибир или Тартарију и њене становнике као „варваре”. Они су ове описе повезивали са идејама цивилизације, дивљаштва и расизма.

### Опадање у употреби
Употреба израза „Тартарија” доживљава пад све већег знања о региону. Ипак, овај израз се још дуго користио у 19. веку. Етнографски подаци које су прикупљали исусовци у Кини довели су до замене појма „Кинеска Тартарија” са Манџуријом у европској географији почетком 18. века. Истраживање ових подручја које су водили Јегор Казимирович Мејендорф и Александар фон Хумболт довело је до повећања употребе израза „средња Азија” почетком 19. века и додатних појмова као што су „унутрашња Азија”  и „Сибир” за азијски део Руске Империје. Израз „Сибир” за ово подручје настао је захваљујући руским освајањима.
До 20. века термин „Тартарија” за Сибир и централну Азију више није био у употреби. Ипак, појам се налази у наслову књиге „Вести из Тартарија” Петера Флеминга, старијег брата Ијана Флеминга. У књизи описује своја путовања по централној Азији.